# 卡尔明茨
卡尔明茨是德国巴伐利亚州的一个市镇。总面积43.19平方公里，总人口2818人，其中男性1383人，女性1435人（2011年12月31日），人口密度65人/平方公里。